# Schloss Kaibitz

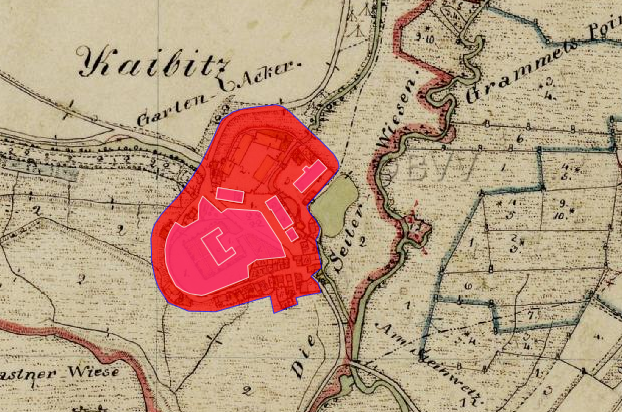
Lageplan von Schloss Kaibitz auf dem Urkataster von Bayern

Das Schloss Kaibitz befindet sich in dem gleichnamigen Gemeindeteil der Oberpfälzer Stadt Kemnath im Landkreis Tirschenreuth (Kaibitz 1 und 2) und ist unter der Aktennummer D-3-77-129-60 als Baudenkmal verzeichnet. „Archäologische Befunde des Mittelalters und der frühen Neuzeit im Bereich des ehem. Hammerschlosses in Kaibitz, darunter die Spuren von Vorgängerbauten bzw. älterer Bauphasen“ werden zudem als Bodendenkmal unter der Aktennummer D-3-6137-0114 geführt.

## Geschichte
Wann die Burg zu Kaibitz gegründet wurde, ist nicht bekannt, aber aufgrund von Parallelen zu dem nahen Schloss Wolframshof kann eine Gründung im 11. Jahrhundert angenommen werden. Kaibitz wird im Leuchtenberger Lehenbuch um 1400 mit mehreren Besitzern (Hainrich Oberndorffer, Herman, Hanns, Albrecht und Ott di Santner, Hans Erlpeckkch) genannt, wobei nicht klar ist, wer im Besitz der Burg war. Es kann sein, dass die Leuchtenberger danach Kaibitz an die Wittelsbacher verkauft haben. 1418 verkaufte Paulus Grünhofer den Hammer an Ulrich Löneiß. Von da an sind die Löneiß sowohl Eigentümer des Hammers wie auch des Landsassengutes. Der Eisenhammer wird 1387 als Mitglied der Oberpfälzer Hammereinigung genannt. 1507 erscheint Kaibitz als pfälzisches Lehen, wobei hier Wilhelm und Georg Löneiß genannt werden. 1518 bis 1550 wird noch Jorg Loneiß zu Keybiz und Schonreut genannt. Aus einem Bericht des Johann German Barbing an den Kurfürst Ferdinand Maria vom 16. Januar 1666 heißt es: "Keubitz. Der dortige Schinhammer gehört Abel Mosens (Mos) nachgelassenen Erben; er ist z. Z. nicht gangbar. Weil aber die Hammerhütte und anderes Gebäu noch ziemlich in Esse, könnte derselbe, wenn das Gut anderwärts verkauft würde, wieder gangbar gemacht werden."
Für die folgenden Jahrhunderte folgt eine lange Reihe von Besitzern: Christoph und Caspar Loneysen zu Keibitz (1563–1570), Christoffs Erben (1599), Jakob von Streitberg (1599–1601), Hans David Dietz mit Leonhard und Hans Leonhard Dietz (1601–1646), Johann Appelmoos (Abel Moß) (1646–1669), Johann Erhard Braun und dessen Witwe (1660–1690), Thomas Macculin von Süssenfeld (1690–1702), Valencour (1702–1713), Kasimir von Haberland (1713–1760), Christoph Freiherr von Buseck (1760–1789), Christian Freiherr von Lochner zu Hüttenbach (1789–1825), wobei die 1795 genannte Hausherrin Amalia Lochnerin von Hüttenbach, geb. Gräfin von Holnstein, angeblich wegen ungebührlichen Verhaltens hierher in die Provinz verheiratet wurde, Ernst Freiherr von Hirschberg (1825–1842) und danach Franz Freiherr von Künsberg.
Unter der Reihe weiterer Besitzer ist ab 1939 der Autor und Drehbuchverfasser Erich Ebermayer hervorzuheben. Dessen Drehbücher „Die Mädels vom Immenhof“ (1956) und „Der blaue Nachtfalter“ (1959) sind auf Schloss Kaibitz entstanden. Nach dem Zweiten Weltkrieg wurden die Archivalien von Gerhart Hauptmann von Agnetendorf (Niederschlesien) nach Kaibitz gebracht. Ebermayer starb 1970 in Terracina; seine Urne wurde auf testamentarischen Wunsch im Schlosspark zu Kaibitz beigesetzt. Ein 1979 auf Betreiben von Peer Baedeker errichteter Grabstein erinnert an den „Hauptmann-Freund“ Erich Ebermayer.
Heute ist das Schloss Kaibitz in privatem Besitz.

## Architektur und Lage
Das Schloss liegt mitten in Kaibitz auf einem Felssporn, der in das Tal der Haidenaab und des Fallbaches ragt. Es ist eine Dreiflügelanlage. Der Mittelpavillon ist ein dreigeschossiger, verputzter Massivbau mit einem Mansarddach und einem segmentbogigen Portal. Die Seitenflügel bilden zweigeschossige Massivbauten mit Walmdächern. Das Schloss besitzt eine Hauskapelle. Hier hat im Sommer 2004 Dirk Heißerer die literarische Hinterlassenschaft von Erich Ebermayer „unter Staub und Spinnweben“ wiedergefunden und unter dem Titel „Eh’ ich’s vergesse …“ publiziert. Der Bau wurde 1629 als schön gebauter Sitz mit Wassergraben umgeben beschrieben, der 1795 erneuert wurde. Im gewölbten Erdgeschoss des Schlosses befindet sich eine mit Kreuzgratgewölben überspannte Eingangshalle. Im östlichen Seitenflügel war ein Pferdestall untergebracht. Der quadratische Kernbau ist der Standort des früheren Turms.
Zu der Anlage gehört ein Park mit Baumbestand aus der Erbauungszeit, ebenso ein Ökonomiehof. Dieser ist ein eingeschossiger, verputzter Massivbau mit Walmdach, steinernen Gewänden und einem hölzernen Traufgesims aus dem 18. Jahrhundert. Westlich angeschlossen ist ein zweigeschossiger Massivbau mit Satteldach aus der ersten Hälfte des 19. Jahrhunderts.
Im Gelände der ehemaligen Vorburg befindet sich die ehemalige Papiermühle, ein eingeschossiger, verputzter Massivbau mit Satteldach, neugotischen Treppengiebeln und Sandsteingewänden. Daran angeschlossen ist ein eingeschossiger, verputzter Massivbau mit Krüppelwalmdach aus der ersten Hälfte des 19. Jahrhunderts. In der ehemaligen Schlossbrauerei sind Keller mit bis zu sechs m dicken Mauern. Reste der Vorburgbefestigung befinden sich in einer Bruchsteinmauer, die den Schlosspark nach Süden abgrenzt.